# Miralda superba
Miralda superba is een slakkensoort uit de familie van de Pyramidellidae. De wetenschappelijke naam van de soort is voor het eerst geldig gepubliceerd in 1993 door Rolán & Fernandes.